# Saturnin (film)
Saturnin je česká komedie, kterou v roce 1994 natočil režisér Jiří Věrčák podle románu Zdeňka Jirotky Saturnin. Jana Synková byla za roli tety Kateřiny nominována v kategorii ženský herecký výkon ve vedlejší roli na cenu Český lev. Snímek byl později upraven také do podoby televizního miniseriálu.

## Děj
Mladý úředník Jiří Oulický (v knižní předloze není jméno této hlavní postavy, vypravěče, uvedeno) si do svých služeb najme sluhu – Saturnina. Nový sluha vyhovuje všem jeho potřebám, má dokonce i doporučení. Avšak po chvíli začíná roznášet mezi lidi nepravdivé příhody, které se údajně staly jeho pánu na výpravách po safari. Když už všichni věří, pána zavolají, aby skolil lva, který utekl ze ZOO. Ale dřív, než dorazí na místo, je lev polapen.
Když se vrací pán další den z práce domů, zjišťuje, že jej Saturnin přestěhoval na hausbót. Sluha svůj čin obhajuje tím, že byt už nevyhovoval a loď je lepší. A tak se Oulický s tím vším smiřuje.
Další děj filmu se odehrává na dědečkově sídle na venkově. Oulický se snaží udělat dojem na krásnou Barboru, se kterou se zná z tenisu. Na sídle jsou také přítomni rodinný přítel dr. Vlach a teta Kateřina se svým synem Miloušem, který se chce s Oulickým vsadit, kdo jako první Barboru dostane. A tak se Oulický se Saturninem domlouvá na tajný boj proti Miloušovi. Avšak při bouři vypadne proud a strhne jediný most, který byl jediné spojení s okolním světem. A tak se, poté co začnou docházet zásoby, rozhodnou vydat k řece a přeplavat ji. Později ale zjistí, že to nebyl tak dobrý nápad a raději se vydají k chatě dr. Vlacha, odkud se rozhodnou pokračovat přes les na druhou stranu řeky. Než ovšem dorazí, nový most již dávno stojí. Nakonec Saturnin zůstane v dědečkových službách a spolu se rozhodnou založit „kancelář pro uvádění románových příběhů na pravou míru“.

## Obsazení
| Oldřich Vízner    | Saturnin       |
| Ondřej Havelka    | Jiří Oulický   |
| Lucie Zedníčková  | slečna Barbora |
| Milan Lasica      | dr. Vlach      |
| Lubomír Lipský    | dědeček        |
| Jana Synková      | teta Kateřina  |
| Petr Vacek        | Milouš         |
| Jitka Molavcová   | dáma           |
| Ladislav Gerendáš | zřízenec       |

## Ocenění
- nominace na Českého lva: Herečka VR – Jana Synková

## Fotogalerie

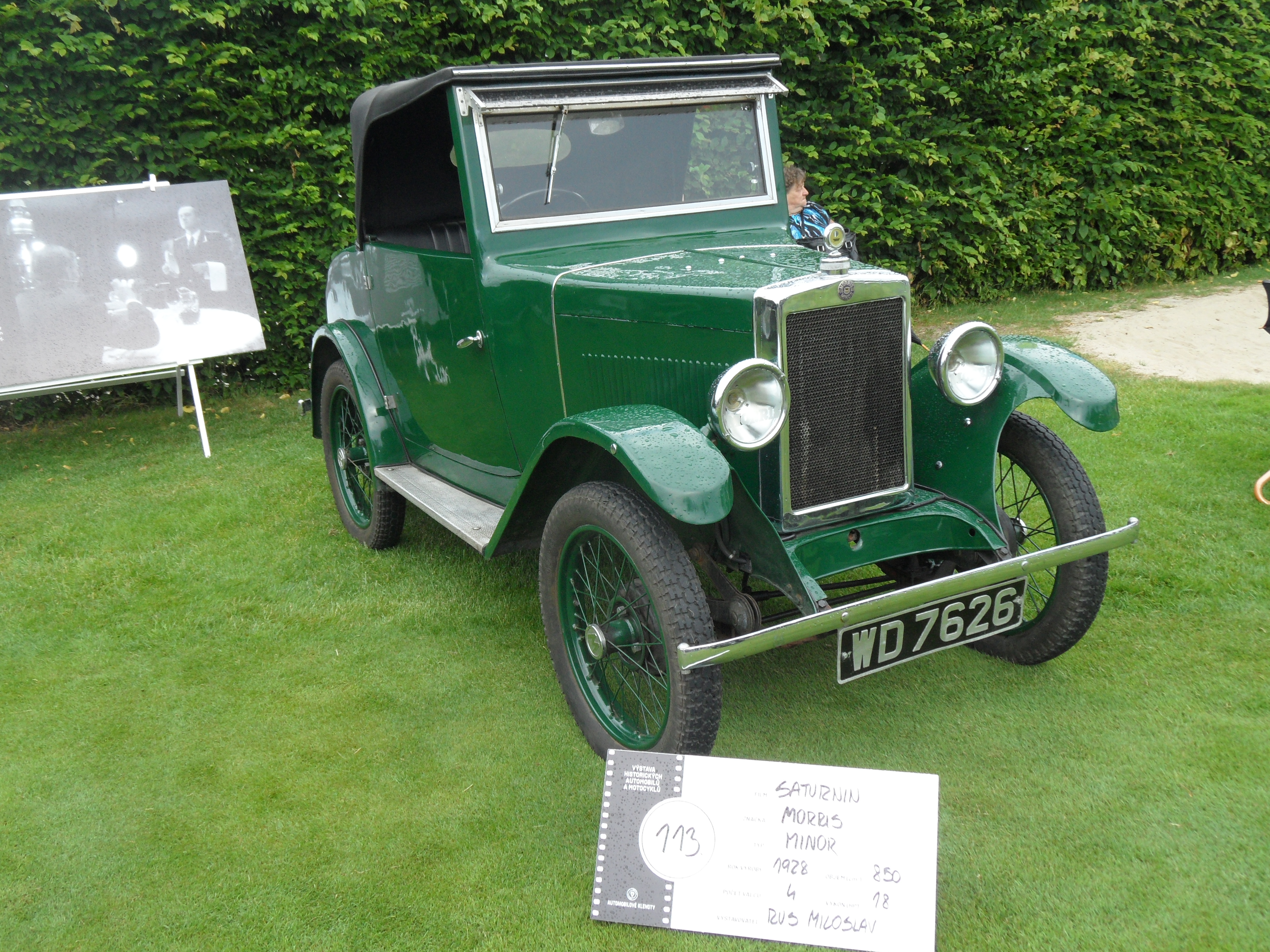
Morris Minor (1928), dvoumístná verze, na Automobilové klenoty 2019